# San Lorenzello
San Lorenzello község (comune) Olaszország Campania régiójában, Benevento megyében.

## Fekvése
A megye északi részén fekszik, 50 km-re északkeletre Nápolytól, 25 km-re északnyugatra a megyeszékhelytől. Határai: Castelvenere, Cerreto Sannita, Cusano Mutri, Faicchio, Guardia Sanframondi és San Salvatore Telesino.

## Története
A település alapítására vonatkozóan nincsenek pontos adatok. Valószínűleg a 11. században épült ki. A következő századokban nemesi birtok volt. A 19. században nyerte el önállóságát, amikor a Nápolyi Királyságban felszámolták a feudalizmust.

## Népessége
A népesség számának alakulása:

## Főbb látnivalói
- Palazzo Massone
- San Lorenzo Martire-templom
- Santa Maria della Sanità-templom